# Bibliotheca Wittockiana

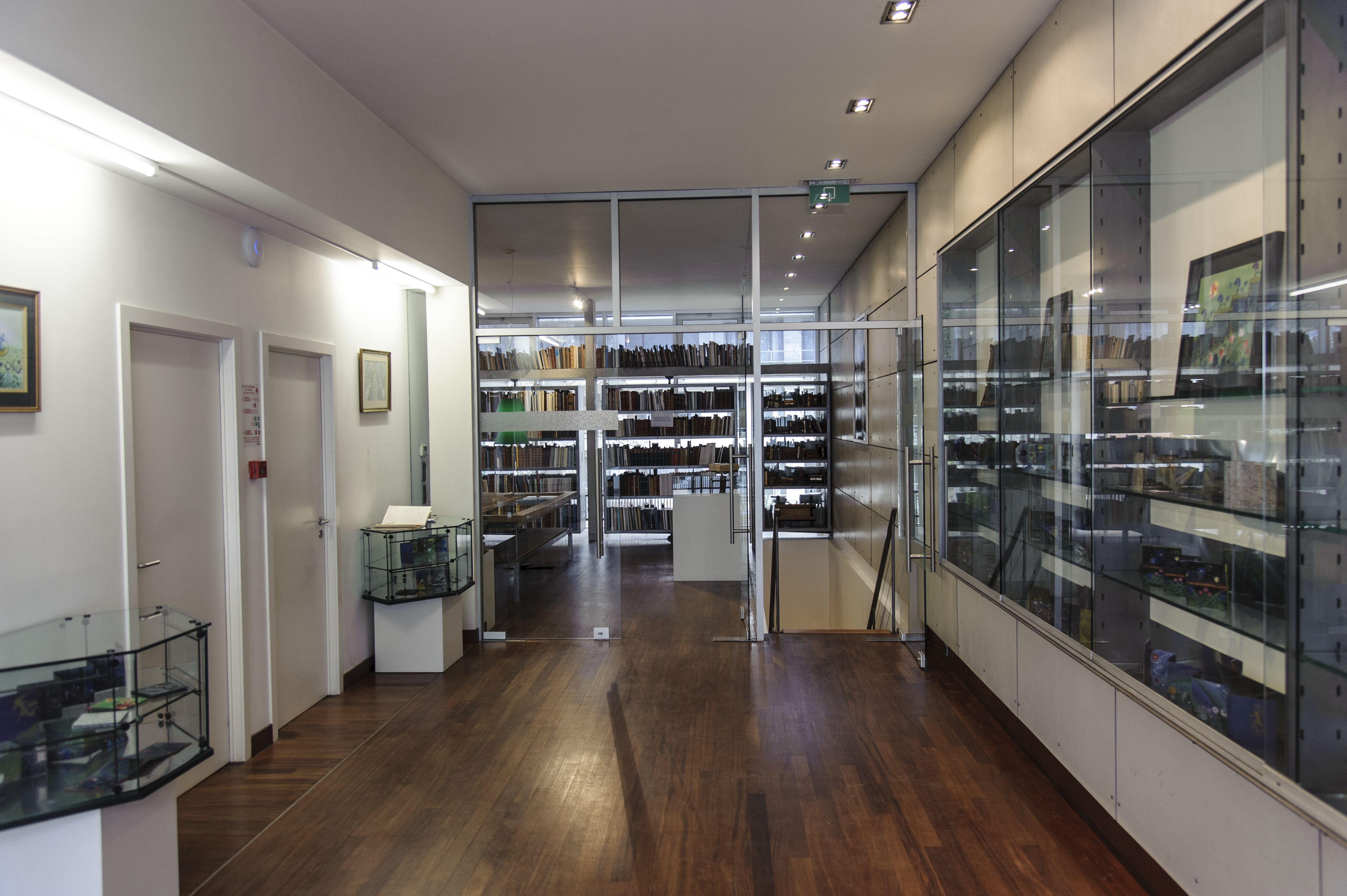
Wittockiana

Die Bibliotheca Wittockiana ist ein Museum mit einer Bibliothek für Buchkunst in Sint-Pieters-Woluwe, eine Gemeinde der Region Brüssel-Hauptstadt in Belgien.
Das Museum ist aus der privaten Sammlung des belgischen Industriellen und Bibliophilen Michel Wittock hervorgegangen und ist seit dem Jahr 1983 für das Publikum geöffnet. 1996 wurde die erste Etage ausgebaut und beherbergt eine Spezialbibliothek zur Buchkunst und Bibliophilie. Der Schwerpunkt des Museums liegt auf dem künstlerisch gestalteten Bucheinband.

## Weblink
- Offizielle Website

Koordinaten: 50° 49′ 55,8″ N, 4° 25′ 12,9″ O